# Show Biz Kids
«Show Biz Kids» — песня, написанная Уолтером Беккером и Дональдом Фейгеном и исполненная группой Steely Dan совместно с Риком Дерринджером на слайд-гитаре. Она была выпущена ведущим синглом с альбома 1973 года Countdown to Ecstasy и добралась до 61-й позиции в хит-параде Billboard Hot 100.

## Участники записи
- Дональд Фейген – пианино, основной вокал
- Уолтер Беккер – электробас, гармоника, бэк-вокал
- Джим Ходдер – ударные, перкуссия, бэк-вокал
- Рик Дерринджер – слайд-гитара
- Виктор Фельдман – маримба, перкуссия
- Шерли Мэтьюз, Мирна Мэтьюз, Патрика Холл, Ройс Джонс, Джеймс Роллестон – бэк-вокал

## Кавер-версии
Песня была сэмплирована группой Super Furry Animals на их сингле 1996 года "The Man Don't Give a Fuck".
Песня также была перепета Риккой Ли Джонс для своего альбома 2000 года It's Like This.

## Доп. ссылки
- Song Review by AllMusic